# 黛安娜·普林斯 (DC擴展宇宙)
黛安娜·普林斯（英語：Diana Prince），出生名為天堂島的黛安娜（英語：Diana of Themyscira），英雄身份為神力女超人（英語：Wonder Woman），是DC擴展宇宙（DCEU）系列電影中的虛構角色，改編自威廉·莫爾頓·馬斯頓與H·G·彼得創作的同名角色，由蓋兒·加朵飾演。
黛安娜·普林斯首次登場於《蝙蝠俠對超人：正義曙光》（2016年），其後於《神力女超人》（2017年）、《正義聯盟》（2017年）以及其2021年導演剪輯版和《神力女超人1984》（2020年）再度登場，最后在2023年电影《沙贊！眾神之怒》和《闪电侠》中客串，是DC擴展宇宙的核心角色之一。

## 角色發展
隨著《超人：鋼鐵英雄》上映後，華納兄弟開始有了創建像漫威影業的漫威電影宇宙一樣的共享宇宙的想法。除了超人和蝙蝠俠外，華納兄弟考慮把其他DC漫畫角色如神力女超人和水行俠等改編。
2013年12月，宣布以色列女演員蓋兒·加朵將在《超人：鋼鐵英雄》續集《蝙蝠俠對超人：正義曙光》中飾演神力女超人。加朵此前曾因為懷孕拒絕於《超人：鋼鐵英雄》出演費歐拉·厄爾一角。據《帝國雜誌》報導，共有五位女演員參加了與班·艾佛列克的蝙蝠俠演對手戲的試鏡，最終由加朵脫穎而出。與艾佛列克一樣，加朵的選角消息最初受到批評，因為許多人認為加朵身材過瘦，身型並不符合神力女超人這個角色。為了出演神力女超人，加朵進行了節食和接受各類訓練，成功增加17磅肌肉 。
談到由加朵飾演的神力女超人時，查克·史奈德表示：「神力女超人可以說是有史以來最強大的女性角色之一，也是DC宇宙中粉絲的最愛。蓋兒不僅是一位了不起的女演員，她還擁有那種神奇的品質，讓她非常適合這個角色。」
2015年，派蒂·珍金斯獲邀執導神力女超人的同名個人電影。其續集《神力女超人1984》於2020年上映後雖然反應一般，但第三部《神力女超人》電影仍在開發中。2022年12月，詹姆斯·岡恩和彼得·沙佛朗接手DC工作室後，認為《神力女超人3》不符合DC宇宙目前的未來規劃。儘管岡恩和沙佛朗確認亨利·卡維爾以及班·艾佛列克不會於新的DC宇宙飾演超人和蝙蝠俠，但他們還是提出讓加朵在新的時間線中繼續飾演神力女超人。

## 獎項
| 年份 | 電影                       | 獎項                 | 類別                              | 結果 | 來源   |
| ---- | -------------------------- | -------------------- | --------------------------------- | ---- | ------ |
| 2016 | 《蝙蝠俠對超人：正義曙光》 | 中美電影節           | 中國最佳人氣美國女演員            | 獲獎 | [ 12 ] |
| 2016 | 《蝙蝠俠對超人：正義曙光》 | 評論家選擇電影獎     | 最佳動作片女主角                  | 提名 | [ 13 ] |
| 2016 | 《蝙蝠俠對超人：正義曙光》 | 青少年票選獎         | 電影選擇獎：突圍之星              | 提名 | [ 14 ] |
| 2016 | 《蝙蝠俠對超人：正義曙光》 | 青少年票選獎         | 電影選擇獎：搶鏡演員              | 提名 | [ 14 ] |
| 2016 | 《蝙蝠俠對超人：正義曙光》 | 女性影評人協會獎     | 最佳動作女英雄                    | 提名 | [ 15 ] |
| 2017 | 《神力女超人》             | 底特律影評人協會     | 突破表演                          | 提名 | [ 16 ] |
| 2017 | 《神力女超人》             | 國家評論協會獎       | 聚光燈獎                          | 獲獎 | [ 17 ] |
| 2017 | 《神力女超人》             | 北德克薩斯影評人協會 | 最佳女主角                        | 提名 | [ 18 ] |
| 2017 | 《神力女超人》             | 青少年票選獎         | 接吻場景與克里斯·潘恩共同獲提名。 | 提名 | [ 19 ] |
| 2017 | 《神力女超人》             | 青少年票選獎         | 電影票選獎：動作片女演員          | 獲獎 | [ 19 ] |
| 2017 | 《神力女超人》             | 青少年票選獎         | 電影票選獎：夏季電影女星          | 提名 | [ 19 ] |
| 2017 | 《神力女超人》             | 青少年票選獎         | 電影票選獎：最佳組合              | 提名 | [ 19 ] |
| 2018 | 《神力女超人》             | 木星獎               | 最佳國際女演員                    | 獲獎 | [ 20 ] |
| 2018 | 《神力女超人》             | MTV影視大獎          | 最佳打鬥                          | 獲獎 | [ 21 ] |
| 2018 | 《神力女超人》             | MTV影視大獎          | 最佳英雄                          | 提名 | [ 22 ] |
| 2018 | 《神力女超人》             | 棕櫚泉國際影展       | 明日之星獎－女演員                | 獲獎 | [ 23 ] |
| 2018 | 《神力女超人》             | 聖塔芭芭拉國際電影節 | 藝術大師獎                        | 獲獎 | [ 24 ] |
| 2018 | 《神力女超人》             | 土星獎               | 最佳電影女主角                    | 獲獎 | [ 25 ] |
| 2018 | 《正義聯盟》               | 青少年票選獎         | 最佳動作電影女演員                | 提名 | [ 26 ] |
| 2021 | 《神力女超人1984》         | 金番茄獎             | 年度粉絲最喜愛女演員              | 提名 |        |
| 2021 | 《神力女超人1984》         | 木星獎               | 最佳國際女演員                    | 獲獎 |        |
| 2021 | 《神力女超人1984》         | 兒童票選獎           | 最受歡迎電影女演員                | 提名 | [ 27 ] |
| 2021 | 《神力女超人1984》         | 兒童票選獎           | 最受歡迎超級英雄                  | 獲獎 | [ 27 ] |
| 2021 | 《神力女超人1984》         | MTV影視大獎          | 最佳英雄                          | 提名 |        |
| 2021 | 《查克·史奈德之正義聯盟》  | MTV影視大獎          | 最佳打鬥                          | 提名 | [ 28 ] |
| 2022 | 《查克·史奈德之正義聯盟》  | 評論家選擇超級獎     | 最佳超級英雄電影女主角            | 提名 | [ 29 ] |

## 備註
1. ↑  與克里斯·潘恩共同獲提名。
2. ↑  神力女超人大戰德國士兵
3. ↑  終極一戰（正義聯盟大戰荒原狼）

## 外部連結
- 黛安娜·普林斯／神力女超人 （页面存档备份，存于） DC漫畫維基百科

Template:Navbox

#invoke: Navbox